# Ibn Saud al Arabiei Saudite
Abd al-Aziz Ibn Abd al Rahman Ibn Faisal Ibn Turki Ibn Abd Allah Ibn Muhammad Al Saud (în arabă عبد العزيز آل سعود), cunoscut în Orientul arab ca Abd al-Aziz, iar în Occident ca Ibn Saud, (1876 – 9 noiembrie 1953) a fost fondatorul și primul rege al Arabiei Saudite. De asemenea este primul conducător din lume, respectiv monarh care și-a numit țara după propriul nume.

## Descendenți
Ibn Saud a avut 32 de soții care i-au dăruit 53 de fiice și 36 de fii. Printre ei:
- Saud al Arabiei Saudite, rege 1953 - 1964
- Faisal al Arabiei Saudite, rege 1964 - 1975
- Khalid al Arabiei Saudite, rege 1975 - 1982
- Fahd al Arabiei Saudite, rege 1982 - 2005
- Abdullah al Arabiei Saudite, rege 2005 - 2015
- Sultan bin Abdul-Aziz Al Saud, prinț moștenitor 2005 - 2011
- Nayef bin Abdul-Aziz Al Saud, prinț moștenitor 2011 - 2012
- Salman bin Abdulaziz Al Saud, rege 2015 - prezent